# Forgattyús tengely

Forgattyús tengely (piros), dugattyúk (szürke), hengerek (kék) és a lendkerék (fekete)

A forgattyús tengely (vagy főtengely)  a forgattyús mechanizmusok azon alkatrésze, amelynek feladata az alternáló mozgás forgómozgássá alakítása. Egy gép leginkább igénybe vett alkatrésze, anyagát tekintve rendszerint kovácsolt acélból vagy gömbgrafitos öntöttvasból készül.

## Története

A római hierapoliszi fűrészmalom a 3. századból

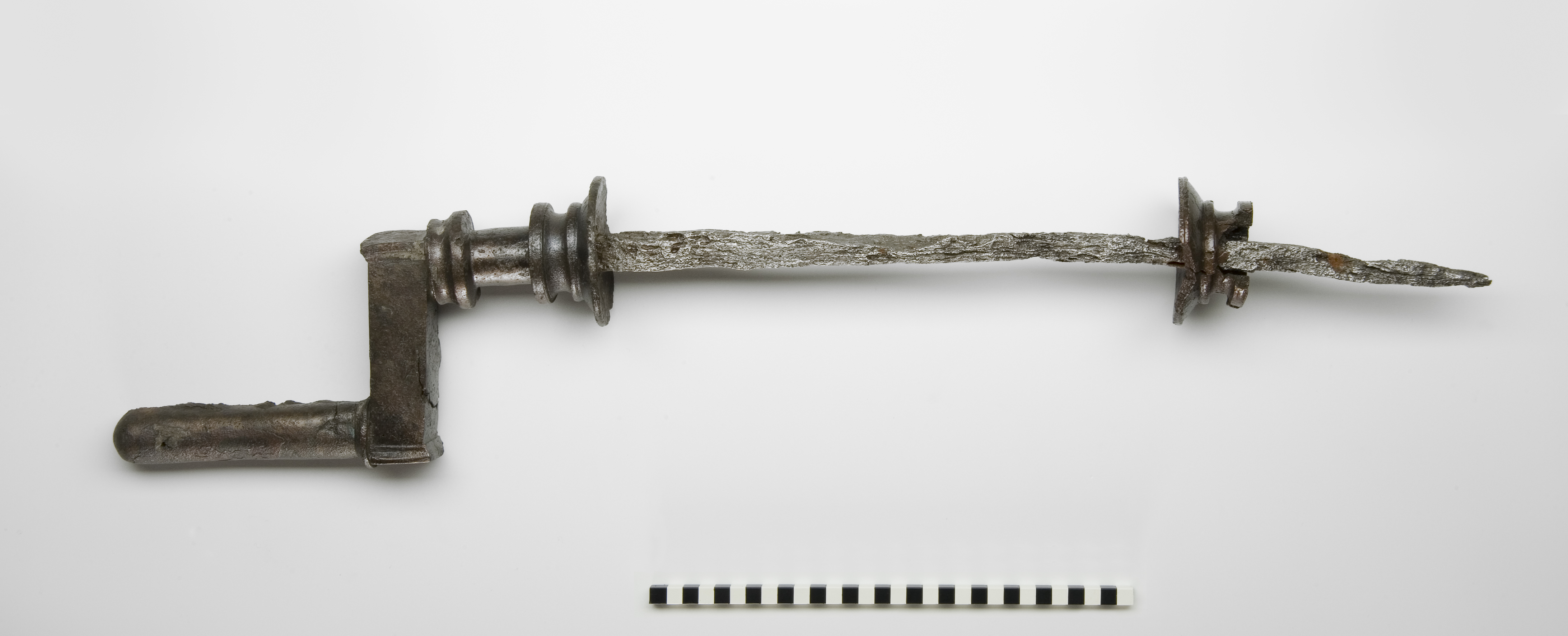
Római forgattyús tengely a Kr. e. 2. századból

A legkorábbi bizonyíték a főtengely megjelenésére egy gépben a rómaiak által kifejlesztett hierapoliszi fűrészmalomban lelhető fel.
A ma Svájc területén található Augusta Raurica római település feltárása során találtak egy Kr. e. 2. századra datált, ismeretlen rendeltetésű vas forgattyús tengelyt. A 82,5 cm hosszú tengely egyik végén egy bronz fogantyú van, a másik vége elveszett.
A 4. század végén élt Ausonius római költő leírásából ismert, hogy a Németország nyugati részén található Trier (Augusta Treverorum) közelében vízhajtású, forgattyús tengellyel felszerelt kővágó malmok üzemeltek. Körülbelül ugyanebben az időben Anatólia területén is forgattyús tengelyes malmokról számolt be Nüsszai Szent Gergely, ennek alapján arra lehet következtetni, hogy a forgattyús tengelyt alkalmazó szerkezeteket a Római Birodalom területén széles körben alkalmazták.

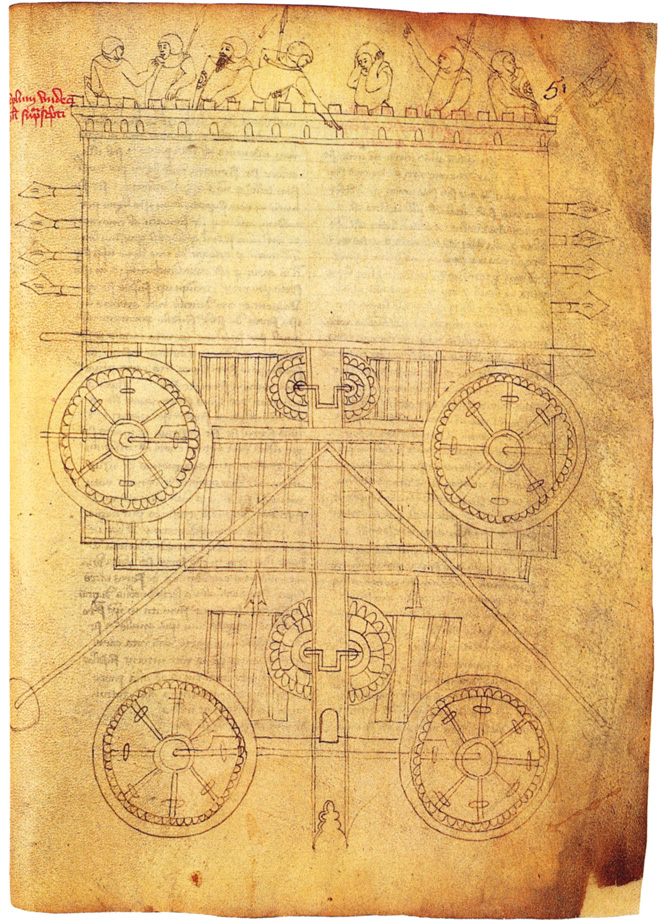
Guido da Vigevano által tervezett hadihajó, a kép közepén látható a forgattyús tengely

A Római Birodalom bukása után a forgattyús tengely első említése az itáliai Guido da Vigevano (1280 k.–1349) leírásából maradt fenn, aki egy keresztes hadjáratra készülve tervezett meg egy forgattyús tengellyel hajtott lapátkerekes hadihajót. Az 1320–1340 között készült Luttrell-kódex tartalmazza egy malom leírását, amelyben a malomkövet két forgattyús tengely hajtotta meg. A kézi hajtású malmok, amelyeket egy vagy két forgattyús tengely hajtott meg, a 15. század vége felé tűntek fel.
1420 és 1430 között több forrásban is megjelent a forgattyús mechanizmust felhasználó kézi furdancs leírása. A technológia elterjedését jelzi a huszita háborúk alatt született, ismeretlen szerzőtől származó, a kor katonai technológiáját ismertető mű, amelyben megtalálható a forgattyús tengely, a hajtókar és a lendkerék leírása is.
A reneszánsz kori Itáliából a forgattyús tengely és a hozzá kapcsolódó hajtókar első leírása Taccola (1382–1453 k.) feljegyzéseiből származik, de az általa felvázolt dugattyús szivattyú még nem működőképes. Az első, valóban használható dugattyús szivattyút Pisanello (1395 k.–1455 k.) festette meg.
A huszita háborúk korából származó kéziratban már szerepelt egy hajó leírása, amelyet forgattyús tengelyhez rögzített két lapát hajtott. Az ötletet az itáliai Roberto Valturio fejlesztette tovább, aki a De Re Militari művében olyan hajó tervét írta le, amelyet öt párhuzamos forgattyús tengelyre szerelt lapát hajtott, a tengelyeket pedig egy közös hajtókar kötötte össze az erőforrással, ezt az ötletet később honfitársa, Francesco di Giorgio is átvette.
Ugyancsak forgattyús tengelyt felhasználó gépeket tervezett Konrad Kyeser (1366-1405 után), Leonardo da Vinci (1452–1519) és a holland Cornelis Corneliszoon van Uitgeest, aki 1592-ben forgattyús tengely segítségével szélerővel működő fűrészmalmot alkotott.
A 16. századtól kezdve a forgattyús tengely és a kapcsolódó hajtókar egyre jobban elterjedt, amit a korabeli műszaki értekezések is tanúsítanak: Agostino Ramelli 1588-ban 18, míg Georg Andreas Böckler a Theatrum Machinarum Novum (1661) értekezésében már 45 ilyen gépezetet írt le.
Európán kívül al-Dzsazari (1136–1206) arab tudós leírt forgattyús hajtóművet két vízemelő berendezésénél is.
Kínában a kézi forgattyú a Han-dinasztia uralkodásának idején jelent meg (Kr. e. 220 k.), ahogy a Han-korszak sírjaiban talált modellek tanúsítják, és később a selyemgombolyításnál és kenderfonásnál, valamint a gabona tisztításnál fújtató működtetésére, vízkerékkel hajtott liszt-szitánál, valamint a fémkohászatban fújtató hajtására, és kerekes kutaknál alkalmazták. A korai példák ellenére nem terjedt el olyan széles körben, mint Európában, és a 20. század elejéig a kínaiak nem használták ki a forgattyús tengelyben rejlő lehetőségeket.

## Szerkezeti kialakítása
Két fő részből áll: a forgattyúkarból és a forgattyúcsapból, utóbbihoz kapcsolódik a hajtórúd.
Legegyszerűbb változata a végforgattyú. Ez a tengely végén elhelyezett egyetlen forgattyúkarból és a rá szerelt csapból áll. Nagy fordulatszámon történő üzemelés esetén a kiegyenlítés céljából a végforgattyúra lendkereket is szerelnek.

## Belső égésű motorokban

### Felépítése
A forgattyús tengely a belső égésű motorok azon alkatrésze, amely a dugattyúk lineáris alternáló mozgását forgómozgássá alakítja.
A forgómozgássá alakításhoz a főtengely rendelkezik forgattyúcsapokkal. Ezekhez kapcsolódnak a dugattyúk a hajtórúd közvetítésével. A hajtórúd és a forgattyúcsap között található a hajtórúd-csapágy. A csapok száma a legtöbb esetben megegyezik a hengerek számával, kivéve a V-motorokat, ahol egy forgattyúcsapon két dugattyú osztozik. A főtengely motortömbben való csapágyazásakor ügyelni kell arra, hogy egy csapágy tengelyirányban (axiálisan) is adjon fogást a tengely számára. A főtengely igénybevétele szempontjából a csapágyazások számának növelése javítja a tengely élettartalmát, viszont költségesebbé teszi annak előállítását. Az esetek többségében kielégítő, ha minden második henger után van csapágy és nem mindegyik után. Továbbá gondolni kell a forgattyúcsapok olajzására is. Leggyakrabban a motorblokkból a főcsapágyon keresztül, a tengelyben lévő apró furatokon keresztül jut el az olaj a forgattyúcsapokhoz.
A tengely kiegyensúlyozására általában a tengelyből kialakított ellensúlyok szolgálnak, vagy nagyobb méretű ellensúly esetén, az utólag kerül felhelyezésre. A motorban ébredő torziós lengések olyan jelentősek is lehetnek, hogy lengéscsillapító beépítése válhat szükségessé.